# 小腸細菌過度生長
小腸細菌過度生長（Small intestine bacterial overgrowth）簡稱SIBO，是小肠內細菌過度生長的疾病。小肠和大腸不同，大腸內含有大量的細菌，而正常情形下小肠的細菌數量是每毫升小於10,000個。小腸細菌過度生長的典型症狀有恶心、腹脹、呕吐、腹瀉、營養不良、體重下降及吸收不良，是由一連串的機制所造成的。
小腸細菌過度生長的诊断會用許多不同的方式進行，檢驗的最高準則是空腸進行針刺活檢，細菌數量超過每毫升105個。小腸細菌過度生長的危險因子包括腸運動功能障礙、腸道的解剖学異常，包括瘘、在手術後形成的憩室病及盲袢綜合征、迴盲腸瓣膜切除、因腸胃炎引發的小腸變化、以及特定藥物的影響，包括氫離子幫浦阻斷劑。
小腸細菌過度生長可以用要素飲食或是抗细菌药治療，不過抗细菌药會用幾種抗细菌药輪流給藥，以免造成抗藥性，若懷疑是因為腸運動功能障礙所造成，可以用胃腸蠕動促進素以避免復發。